# Hypoestes chlorotricha
Hypoestes chlorotricha là một loài thực vật có hoa trong họ Ô rô. Loài này được (Bojer ex Nees) Benoist mô tả khoa học đầu tiên năm 1937.